# كفر أم يوسف
كفر أم يوسف، قرية تابعة للوحدة المحلية لقرية سنهور المدينة، التابعة لمركز دسوق التابع لمحافظة كفر الشيخ في جمهورية مصر العربية.

## تاريخ
تكونت القرية من الوجهة الإدارية عام 1921 وذلك بتبعيتها لقرية سنهور المدينة.

## توابع القرية
يتبعها عزبة واحدة فقط هي:
- عزبة جابر

## السكان
بلغ عدد سكان كفر أم يوسف 2,709 نسمة، حسب الإحصاء الرسمي لعام 2006، منهم 1,360 ذكر و1,349 أنثى.